# Operacja Cobra
Operacja Cobra – operacja wojskowa przeprowadzona w dniach 25–31 lipca 1944 roku w okolicach francuskiego miasta Saint-Lô przez amerykańską 1 Armię, mająca na celu przełamanie niemieckiej linii obrony i umożliwienie wojskom amerykańskim wydostanie się z Normandii.
Siedem tygodni po wylądowaniu na plażach Normandii wojska alianckie nadal pozostawały uwięzione na jej terenie, a wszelkie próby przerwania niemieckiej obrony kończyły się niepowodzeniem. Sytuację miała odmienić dopiero zaplanowana na 24 lipca ofensywa, która otrzymała kryptonim „Cobra”. Zgodnie z planem, atak 1 Armii gen. Omara Bradleya poprowadzony spomiędzy wsi La Chapelle-en-Juger i Hébécrevon miał być poprzedzony zmasowanym atakiem lotnictwa na pozycje niemieckie na tym obszarze.
Pierwsza próba ataku okazała się katastrofą, gdy część bomb zrzuconych przez bombowce spadła na pozycje amerykańskie, zabijając lub raniąc 150 żołnierzy. Mimo to, już następnego dnia podjęto kolejną próbę natarcia. Przez trzy godziny 1500 amerykańskich samolotów B-17 Flying Fortress i B-24 Liberator, wspieranych przez średnie bombowce i myśliwce bombardowały pozycje niemieckie, zadając przeciwnikowi ciężkie straty. Wkrótce po zakończeniu nalotów do ataku ruszyli żołnierze 1. Armii, którzy natknęli się na stosunkowo silny opór Niemców.
26 lipca, dowodzony przez J. Lawtona Collinsa VII Korpus zajął Saint-Gilles, przekroczył drogę prowadzącą z Saint-Lô do Coutances i dotarł do Canisy. W niemieckiej linii obrony zaczęły pojawiać się luki, a następnego dnia front całkowicie się załamał. Wojska amerykańskie rozpoczęły szybkie natarcie w kierunkach zachodnim i południowym, jeszcze tego samego dnia zajmując Marigny, Lessay i Périers. 28 lipca 4 Dywizja Pancerna wyzwoliła Coutances.
Znaczna część wojsk niemieckich została okrążona, a tysiące żołnierzy trafiły do amerykańskiej niewoli. Podejmowane przez Niemców próby odtworzenia linii obrony zakończyły się fiaskiem. 30 lipca 6 Dywizja Pancerna wyzwoliła Bréhal oraz Granville, a jeszcze tego samego wieczoru zajęła Avranches. Następnego dnia Amerykanom udało się zabezpieczyć most nad rzeką Sélune w miejscowości Pontaubault, tym samym docierając do granic Bretanii.
W ciągu niecałego tygodnia wojska gen. Bradleya posunęły się naprzód o 60 km, otwierając aliantom drogę do Francji i wzięły do niewoli 18 000 jeńców.

## Tło
Po udanej inwazji aliantów na Normandię 6 czerwca 1944 roku postęp wojsk Sprzymierzonych w głąb lądu był powolny. Aby ułatwić aliantom rozbudowę przyczółka we Francji i zabezpieczyć dopływ zaopatrzenia dla dalszej ekspansji, wczesnymi celami kampanii były pełnomorski port w Cherbourgu na zachodnim krańcu sektora amerykańskiego oraz historyczne miasto Caen w sektorze brytyjskim i kanadyjskim na wschodzie Pierwotny plan kampanii w Normandii przewidywał silne wysiłki ofensywne w obu sektorach, podczas których brytyjska 2 Armia (gen. por. Miles Dempsey) miała zabezpieczyć Caen i obszar położony na południe od niego, a amerykańska 1 Armia (gen. por. Omar Bradley) obszar do doliny Loary.
Gen. Bernard Montgomery – dowodzący wszystkimi siłami lądowymi aliantów w Normandii – zaplanował wyzwolenie Caen już pod koniec pierwszego dnia inwazji, podczas gdy Cherbourg miał upaść 15 dni później. 2 Armia miała za zadanie zająć Caen, a następnie utworzyć front na południowym wschodzie, rozciągający się do Caumont-l'Éventé, aby zdobyć kluczowe lotniska i chronić lewą flankę 1 Armii podczas jej ataku na Cherbourg. Kontrolowanie Caen i jego okolic – pożądane ze względu na otwarty teren, który pozwoliłby na prowadzenie wojny manewrowej – zapewniłoby również 2 Armii odpowiednie pozycje wyjściowe do ataku na południe w celu zajęcia Falaise, które mogłoby zostać wykorzystane jako zaczątek manewru na wschód w celu natarcia na Argentan a następnie przez rzekę Touques. Zdobycie Caen zostało opisane przez brytyjskiego historyka Lionela Ellisa jako najważniejszy cel D-Day przypisany brytyjskiemu I Korpusowi (gen. por. John Crocker). Ellis, jak i Chester Wilmot nazwali plan aliantów „ambitnym”, ponieważ sektor Caen obejmował najsilniejszą obronę niemiecką w Normandii.

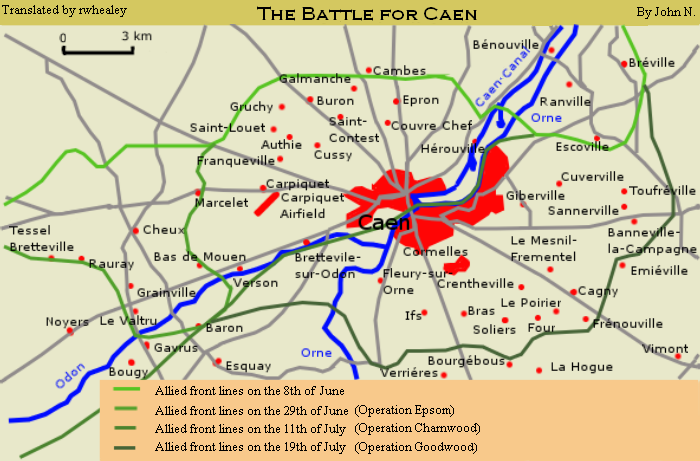
Ofensywy anglo-kanadyjskie w rejonie Caen

Pierwsza próba dotarcia do miasta przez I Korpus 6 czerwca została zablokowana przez elementy 21 Dywizji Pancernej, a ponieważ Niemcy rozmieścili większość posiłków wysłanych do Normandii w rejonie Caen, front anglo-kanadyjski szybko ustabilizował się daleko od pierwotnych celów 2 Armii. Operacja Perch przeprowadzona tydzień po D-Day i operacja Epsom (26–30 czerwca) przyniosły pewne zdobycze terytorialne i uszczupliły siły obrońców, lecz Caen pozostało w rękach niemieckich aż do operacji Charnwood (7–9 lipca), kiedy 2 Armii we frontalnym ataku udało się zająć północną część miasta aż do rzeki Orne.

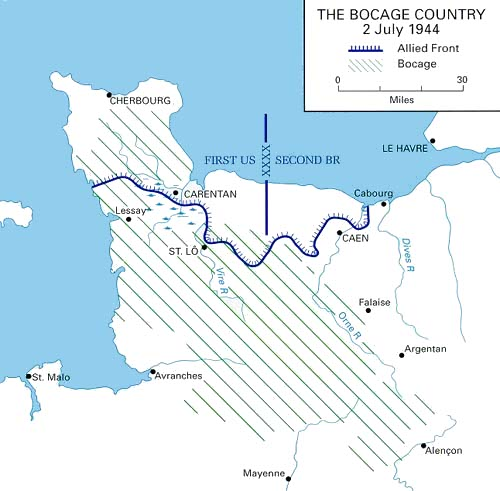
Obszar operacji Cobra

Kolejne anglo-kanadyjskie ofensywy wokół Caen związały walką najlepsze siły niemieckie w Normandii, w tym większość wojsk pancernych, na wschodnim krańcu przyczółka aliantów, lecz mimo to 1 Armia na zachodzie poczyniła przez pierwszy miesiąc inwazji dość niewielkie postępy, napotykając twardy opór Niemców. Częściowo było to spowodowane ograniczeniami związanymi z miejscowym krajobrazem, obejmującym gęsto zasadzone żywopłoty bocage, wąskie uliczki miasteczek i małe lasy, do walki w których jednostki amerykańskie nie były dobrze przeszkolone. Ponieważ alianci nie dysponowali żadnym stałym portem we Francji, całe posiłki i zaopatrzenie musiało przybywać bezpośrednio na plaże, przez dwa prowizoryczne porty Mulberry, zdane na łaskę pogody.
19 czerwca na kanale La Manche przeszła potężna burza, która trwała trzy dni i spowodowała znaczne opóźnienia w przygotowaniach aliantów oraz odwołanie niektórych operacji. Natarcie 1 Armii w sektorze zachodnim zostało ostatecznie zatrzymane przez Bradleya przed miastem Saint-Lô, aby skoncentrować wysiłki na zajęciu Cherbourga. Obrona Cherbourga składała się głównie z czterech niemieckich grup bojowych utworzonych z pozostałości jednostek, które wycofały się w górę półwyspu Cotentin, przy czym obrona portu została zaprojektowana tak, aby odeprzeć przede wszystkim atak od strony morza. Zorganizowany niemiecki opór ostatecznie zakończył się 27 czerwca, kiedy amerykańskiej 9 Dywizji Piechoty udało się skruszyć obronę Cap de la Hague, na północny zachód od portu. W ciągu czterech dni VII Korpus (gen. mjr J. Lawton Collins) wznowił ofensywę w kierunku Saint-Lô wraz z XIX i VIII Korpusem, sprawiając, że Niemcy przenieśli więcej swoich jednostek pancernych do sektora amerykańskiego.

## Planowanie
Pomysłodawca koncepcji operacji Cobra nie jest dokładnie znany. Według oficjalnego biografa Montgomery’ego podwaliny pod operację Cobra położono 13 czerwca. W planowaniu ogromnie pomagał szczegółowy wywiad systemu Ultra, który dostarczał na bieżąco odszyfrowane meldunki pomiędzy Oberkommando der Wehrmacht a niemieckimi generałami. Ówczesny plan Montgomery’ego przewidywał zajęcie przez 1 Armię Saint-Lô i Coutances, a następnie wykonanie dwóch ataków na południe; jeden z Caumont w kierunku Vire i Mortain, a drugi z Saint-Lô w kierunku Villedieu-les-Poêles i Avranches. Chociaż wzdłuż półwyspu Cotentin w kierunku La Haye-du-Puits i Valognes należało utrzymać tempo natarcia, zajęcie Cherbourga nie było priorytetem. Wraz ze zdobyciem miasta przez VII Korpus w dniu 27 czerwca, początkowy harmonogram Montgomery’ego został wyprzedzony przez wydarzenia i atak na Caumont nigdy nie został zaakceptowany.
Po zakończeniu operacji Charnwood i odwołaniu ofensywy 1 Armii w kierunku Saint-Lô, Montgomery spotkał się 10 lipca z Bradleyem i Dempseyem, aby omówić plany dotyczące dalszych działań 21 Grupy Armii. Bradley powiedział, że postęp na zachodniej flance jest bardzo powolny, ale zaplanowano kolejną próbę przełamania, o kryptonimie Cobra, którą 1 Armia ma rozpocząć 18 lipca. Montgomery zatwierdził plan i stwierdził, że strategia ta pozostanie odwróceniem uwagi Niemców z 1 Armii na sektor brytyjski i kanadyjski. Dempseyowi polecono „kontynuować uderzenia, ściągając na siebie niemiecką siłę, zwłaszcza czołgi, aby ułatwić Bradowi drogę”. Aby to osiągnąć, zaplanowano operację Goodwood, a głównodowodzący alianckich sił ekspedycyjnych gen. Dwight Eisenhower zapewnił, że obie operacje będą miały wsparcie alianckich bombowców strategicznych.

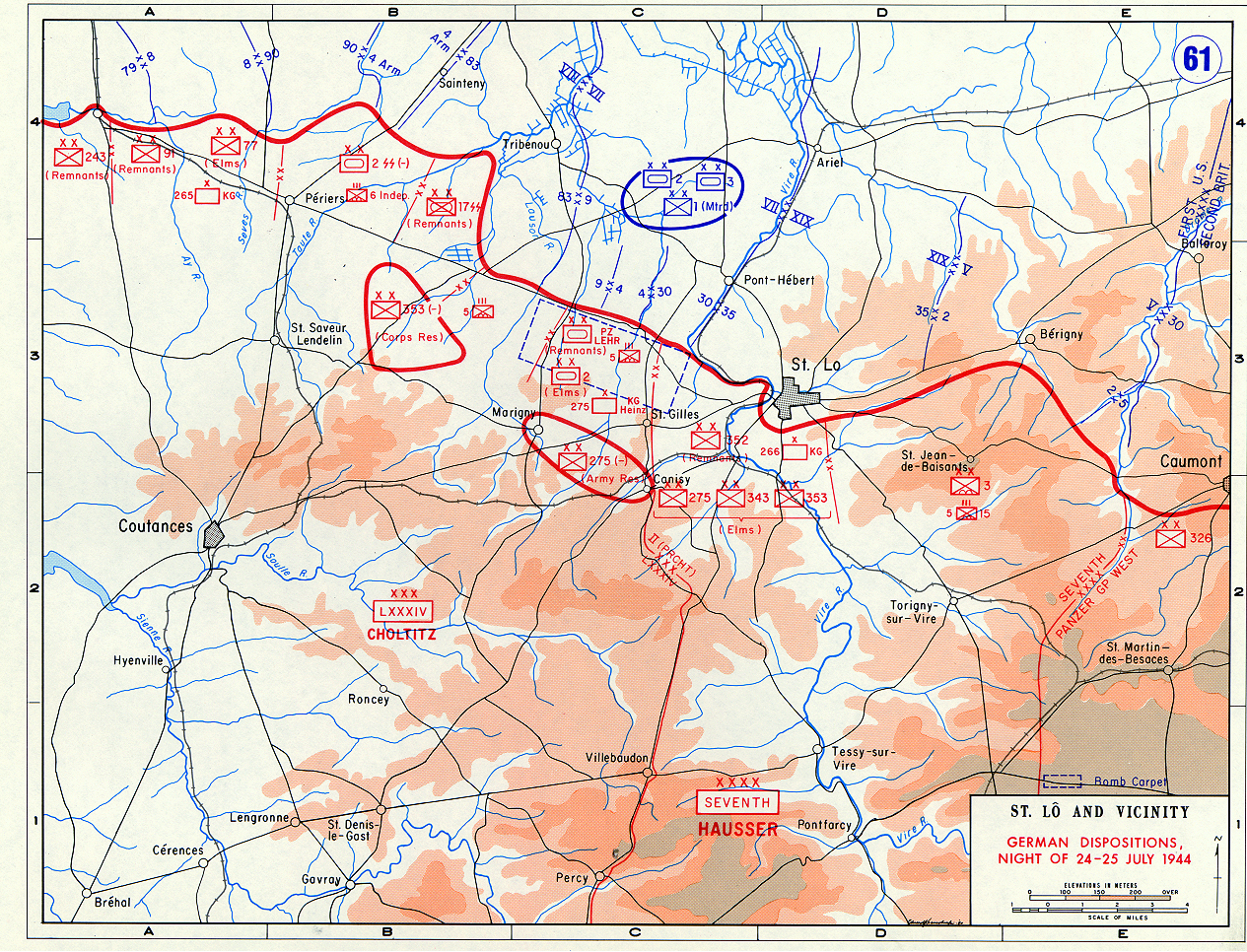
Niemieckie pozycje w rejonie Saint-Lô, noc z 24 na 25 lipca 1944

12 lipca Bradley poinformował swoich dowódców o planie Cobra, który składał się z trzech faz. Główne uderzenie miało zostać przeprowadzone pod dowództwem VII Korpusu. W pierwszej fazie atak przełamujący miał zostać przeprowadzony przez 9 Dywizję Piechoty (gen. mjr Manton S. Eddy) i 30 Dywizję Piechoty (gen. mjr Leland Hobbs), które wdarłyby się do niemieckiej strefy obronnej, a następnie utrzymały flanki wyłomu, podczas gdy 1 Dywizja Piechoty (gen. mjr Clarence Huebner) i 2 Dywizja Pancerna (gen. mjr Edward H. Brooks) parłyby w głąb pozycji nieprzyjaciela, aż do załamania się oporu. 1 Dywizja Piechoty „miała zająć Marigny, a cel ten został wykorzystany przez strumień czołgów 3 Dywizji Pancernej generała Watsona, który miał ruszyć na południe w kierunku Coutances”. 2 Dywizja Pancerna – część „sił eksploatacyjnych Collinsa” 2 Dywizji Pancernej na wschodzie sektora VII Korpusu oraz „1 Dywizja Piechoty wzmocniona przez Dowództwo Bojowe B 3 Dywizji Pancernej na zachodzie” – „przejdzie przez sektor 30 Dywizji Piechoty… i będzie strzec całej lewej flanki amerykańskiej”. Gdyby VII Korpus odniósł sukces, niemieckie pozycje w zachodniej Normandii stałyby się niemożliwie do utrzymania, otwierając aliantom stosunkowo łatwy postęp w kierunku południowo-zachodniego krańca bocage w celu odcięcia i przejęcia Półwyspu Bretońskiego. Wywiad 1 Armii oszacował, że w ciągu pierwszych kilku dni po rozpoczęciu operacji Cobra nie nastąpi żaden niemiecki kontratak, a jeśli nastąpi to później, będą to jedynie akcji siłami wielkości batalionu.
Operacja Cobra miała być skoncentrowanym atakiem na front o długości 6400 m, w przeciwieństwie do poprzednich szerokofrontowych ofensyw amerykańskich i miała mieć zapewnione pełne wsparcie powietrzne. Myśliwce bombardujące miały koncentrować się na uderzaniu w czołową niemiecką obronę w pasie 230 m, bezpośrednio na południe od drogi Saint-Lô – Periers, podczas gdy ciężkie bombowce gen. Carla Spaatza miały bombardować na głębokości do 2300 m za pierwszą linią niemieckiego oporu. Przewidywano, że fizyczne zniszczenia i siła uderzeniowa krótkiego, lecz intensywnego bombardowania znacznie osłabią niemiecką obronę, więc oprócz artylerii dywizyjnej wsparcie miały zapewnić także jednostki armijne i korpuśne, w tym dziewięć batalionów artylerii ciężkiej, pięć średniej i siedem batalionów artylerii lekkiej. Do ofensywy przeznaczono w sumie ponad tysiąc dział artylerii dywizyjnej i korpuśnej, dla operacji w VII Korpusie przeznaczono około 140 000 pocisków artyleryjskich, a kolejne 27 000 dla VIII Korpusu.
Aby przezwyciężyć ograniczenia związane z terenem, które sprawiały, że ataki były tak trudne i kosztowne dla obu stron, w niektórych czołgach M4 Sherman, M5A1 Stuart i niszczycielach czołgów M10 wprowadzono modyfikacje Rhino, wyposażając je w „kły” przecinające żywopłoty. Niemieckie czołgi pozostały ograniczone do ruchu drogowego, podczas gdy amerykańskie pojazdy mogły teraz manewrować z większą swobodą, chociaż skuteczność tych urządzeń była przeceniana. W przeddzień operacji Cobra 60 procent czołgów 1 Armii posiadało modyfikację Rhino. Aby zachować nowy wynalazek w tajemnicy, Bradley zabronił ich używania do czasu rozpoczęcia operacji Cobra. W sumie dostępnych było 1269 czołgów średnich M4, 694 czołgów lekkich M5A1 i 288 niszczycieli czołgów M10.

### Operacje wspierające

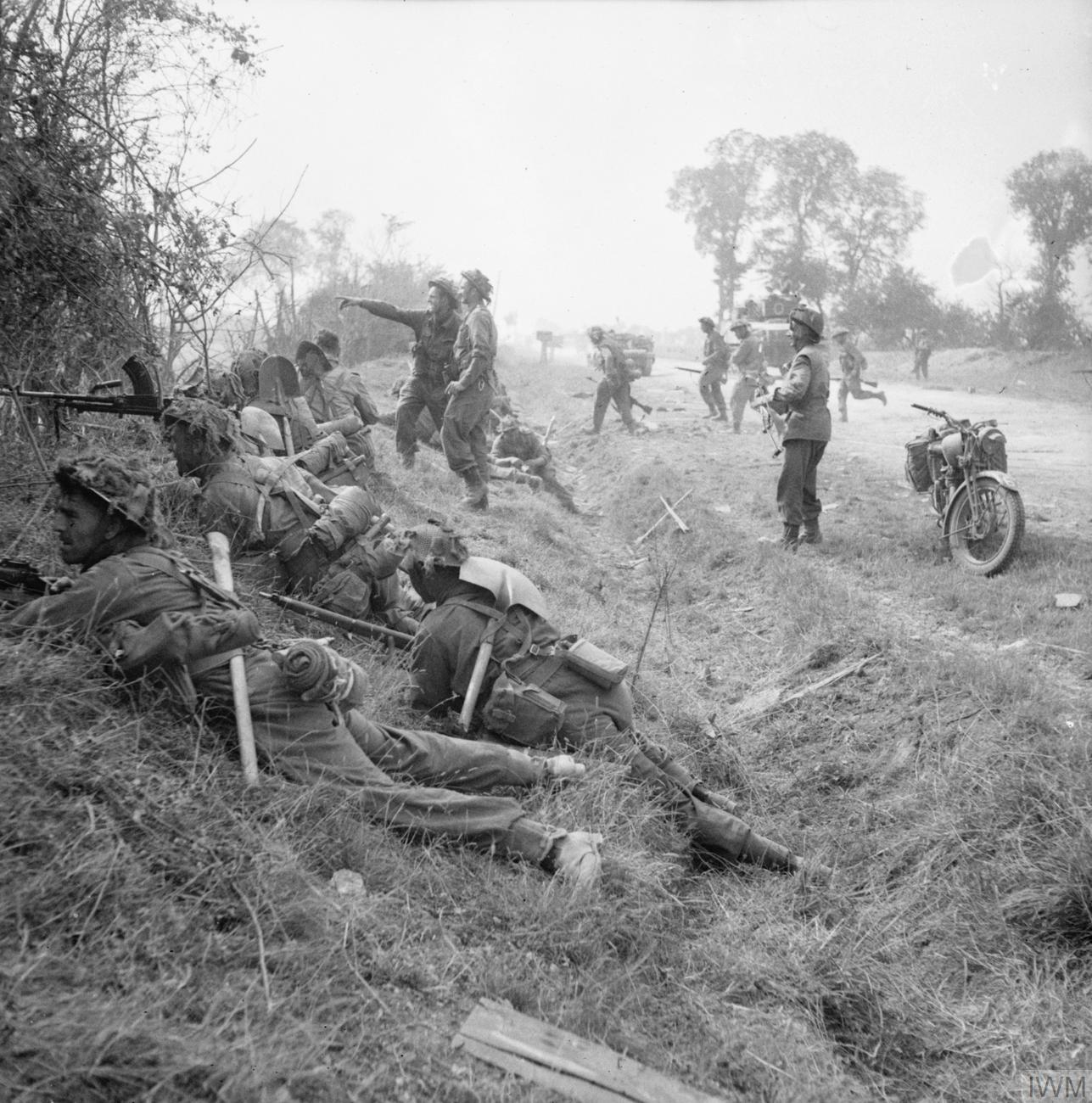
Żołnierze 1. batalionu Gwardii Walijskiej, wchodzącej w skład 32 Brygady Dywizji Pancernej Gwardii, w akcji niedaleko Cagny, 19 lipca 1944

18 lipca brytyjski VIII i I Korpus na wschód od Caen rozpoczęły operację Goodwood. Ofensywa rozpoczęła się od największego jak dotąd bombardowania powietrznego wspierającego siły lądowe, podczas którego ponad 1000 samolotów zrzuciło z małej wysokości 5400 ton bomb odłamkowo-burzących i odłamkowych. Niemieckie pozycje na wschód od Caen zostały ostrzelane przez 400 dział, a wiele wiosek obrócono w gruzy, lecz niemiecka artyleria dalej na południe, na grzbiecie Bourguébus, znajdowała się poza zasięgiem brytyjskiej artylerii i obrońcy Cagny oraz Émiéville pozostali w dużej mierze nietknięci przez bombardowanie. Przyczyniło się to do strat poniesionych przez 2 Armię, która straciła ponad 4800 żołnierzy. Była to głównie ofensywa pancerna mająca na celu oszczędzanie siły ludzkiej piechoty; od 250 do 400 brytyjskich czołgów zostało wyłączonych z akcji, chociaż niedawne badania sugerują, że tylko 140 z nich zostało całkowicie zniszczonych, a dodatkowe 174 były uszkodzone. Operacja ta pozostaje największą bitwą pancerną, jaką kiedykolwiek stoczyła armia brytyjska, a jej efektem była rozbudowa przyczółka za rzeką Orne i wyzwolenie części Caen leżącej na południowym brzegu rzeki.
Jednocześnie II Korpus Kanadyjski na zachodniej flance operacji Goodwood rozpoczął operację Atlantic, aby wzmocnić przyczółek aliantów wzdłuż brzegów rzeki Orne i zająć grzbiet Verrières na południe od Caen. Atlantic odniósł początkowe sukcesy, lecz atakującym zabrakło siły w miarę wzrostu liczby ofiar. Kosztując Kanadyjczyków 1349 ludzi i pozostawiając silnie broniony grzbiet nadal w rękach Niemców, operacja została zakończona 20 lipca. Za namową Montgomery’ego, „mocno podkreśloną w komunikatach naczelnego dowódcy”, dowódca II Korpusu Kanadyjskiego, gen. por. Guy Simonds, rozpoczął kilka dni później drugą ofensywę o kryptonimie Spring. Miała ona ograniczony, ale ważny cel, jakim było unieruchomienie niemieckich jednostek, aby zapobiec ich przeniesieniu do sektora amerykańskiego, chociaż Simonds skorzystał z okazji, aby złożyć kolejną wizytę na grzbiecie Verrières. Ponownie walki o wzniesienie okazały się niezwykle krwawe dla Kanadyjczyków, a 25 lipca był najbardziej kosztownym dniem dla kanadyjskiego batalionu – The Black Watch Royal Highland Regiment of Canada – od czasu rajdu na Dieppe w 1942 roku. Kontratak dwóch niemieckich dywizji zepchnął Kanadyjczyków z powrotem za linię wyjściową i Simonds musiał wysłać posiłki, aby ustabilizować front. W przypadku Goodwood operacje kanadyjskie spowodowały, że Niemcy skierowali większość swojego sprzętu pancernego i posiłków do sektora wschodniego. Operacja Spring – pomimo swojej ceny – odciągnęła 9 Dywizję Pancerną SS „Hohenstaufen” od sektora amerykańskiego w przeddzień operacji Cobra. Tylko dwie dywizje pancerne ze 190 czołgami walczyły teraz z 1 Armią. Siedem dywizji pancernych z 750 czołgami znajdowało się wokół Caen, daleko od obszaru operacji Cobra, podobnie jak wszystkie bataliony czołgów ciężkich Tygrys i trzy brygady Nebelwerferów w Normandii.

## Przebieg operacji

### Wstępne ataki

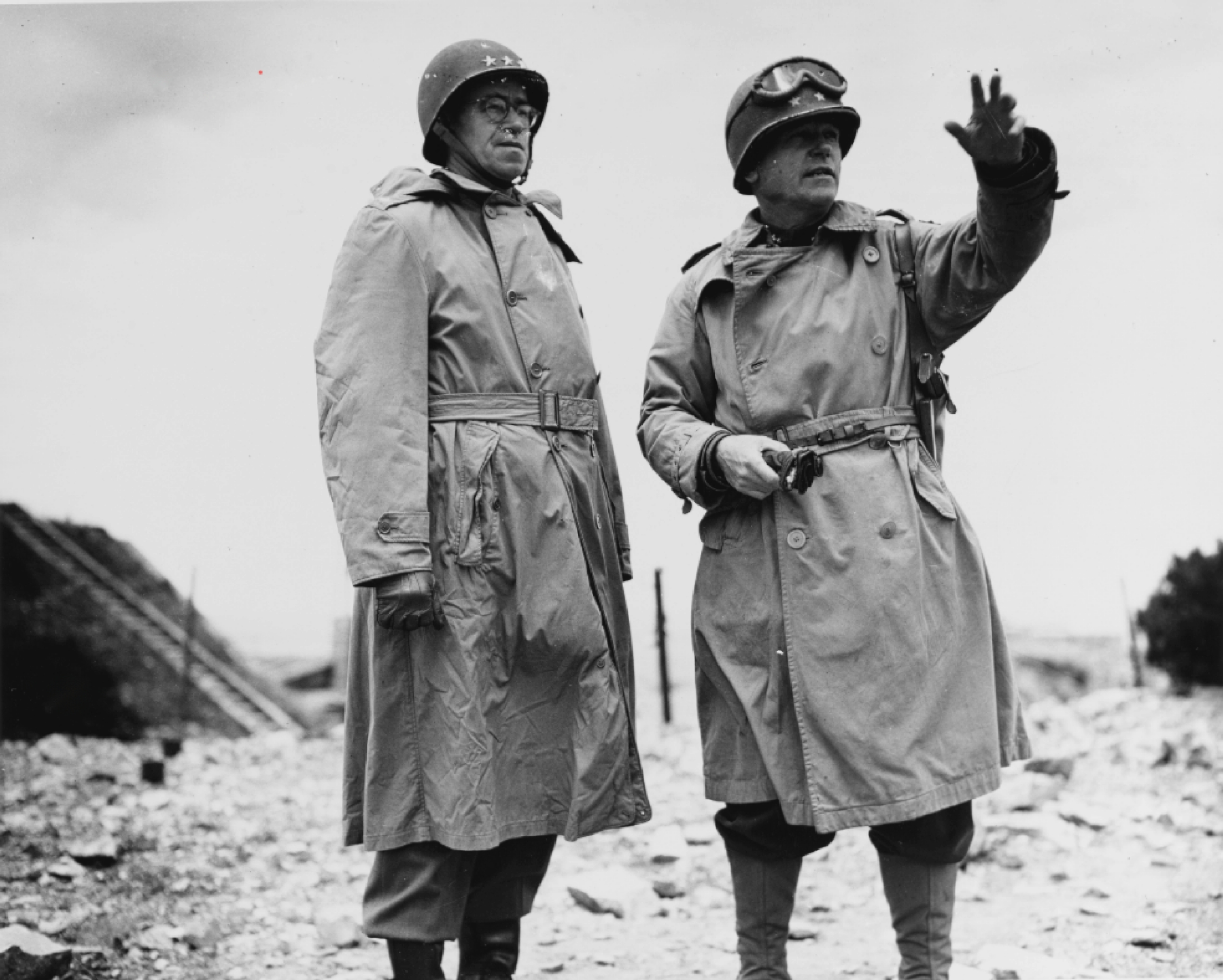
Bradley i Collins niedaleko Cherbourga

Aby zdobyć dobre pozycje wyjściowe dla operacji Cobra, generałowie Bradley i Collins opracowali plan natarcia w kierunku drogi Saint-Lô – Periers, wzdłuż której VII i VIII Korpus zabezpieczały pozycje do dalszej ofensywy. 18 lipca kosztem 5000 ofiar w szeregach 29 i 35 Dywizji Piechoty udało się zdobyć kluczowe wzniesienia wokół Saint-Lô, odpierając II Korpus Spadochronowy gen. Eugena Meindla. Spadochroniarze Meindla wraz z 352 Dywizją Piechoty (która była w akcji od obrony plaży Omaha w D-Day) znaleźli się teraz w rozsypce, a grunt pod główną ofensywę Amerykanów został przygotowany. Ze względu na złe warunki pogodowe, które utrudniały również operacje Goodwood i Atlantic, Bradley zdecydował się odłożyć Cobrę na kilka dni – decyzja, która zaniepokoiła Montgomery’ego, ponieważ rozpoczęto już operacje brytyjskie i kanadyjskie w celu wsparcia amerykańskiej próby przełamania. Do 24 lipca niebo przejaśniło się na tyle, że można było wydać rozkaz uderzenia i 1600 samolotów alianckich wystartowało na misję w Normandii. Jednak w czasie ich lotu pogoda nad polem bitwy ponownie się pogorszyła. W warunkach słabej widoczności w bombardowaniu zginęło 25 Amerykanów, a ponad 130 zostało rannych, zanim operacja wsparcia powietrznego i cała ofensywa nie została przełożona na następny dzień. Niektórzy żołnierze otworzyli ogień do własnych samolotów, rozwścieczeni z powodu bratobójczego ostrzału, co nie było wcale rzadkim wypadkiem w czasie walk Normandii.

### Główny atak i przełom 25–27 lipca

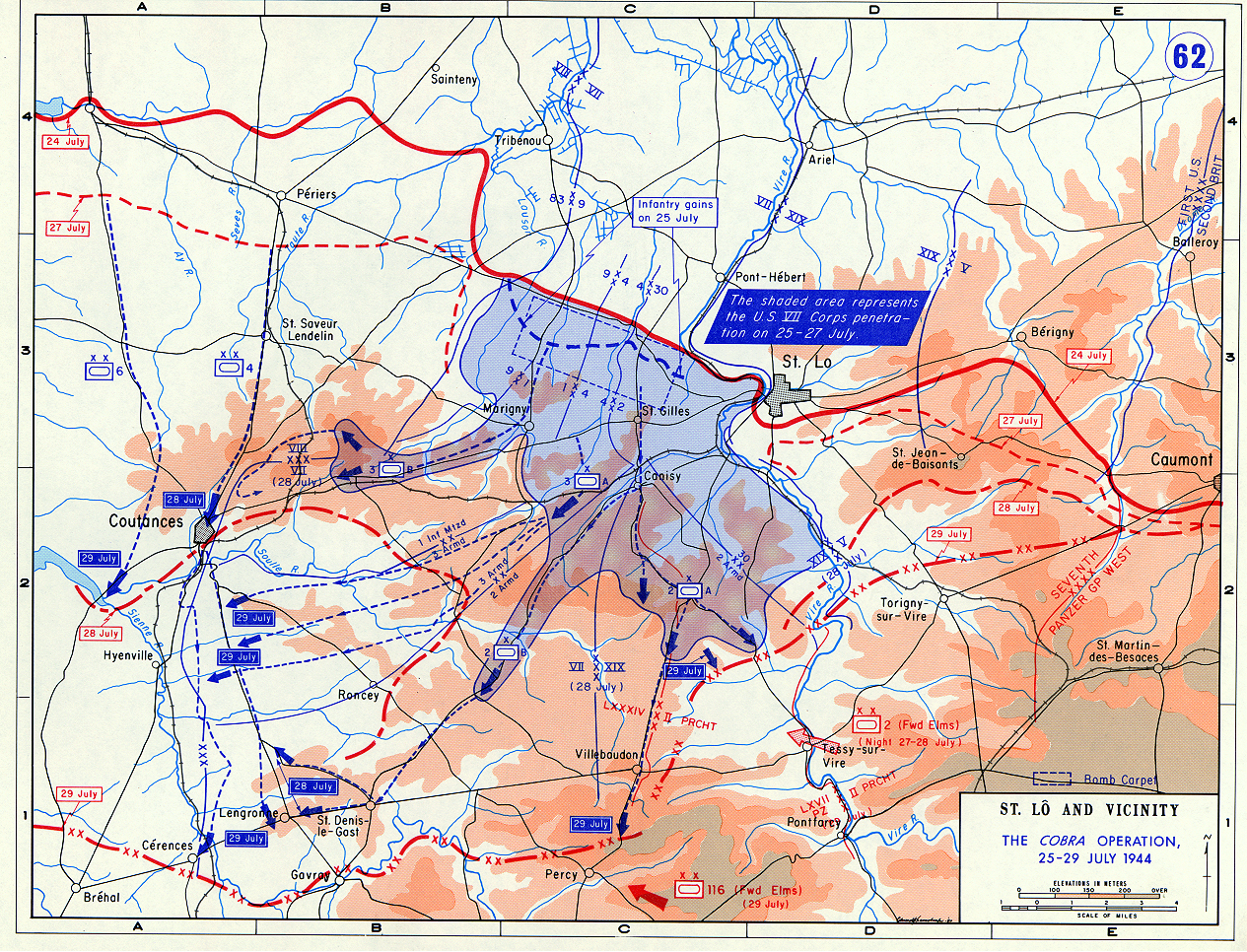
Schemat operacji Cobra, 25–29 lipca 1944

Po kolejnym, tym razem jednodniowym opóźnieniu, operacja Cobra wreszcie rozpoczęła się 25 lipca o godzinie 9:38, kiedy około 600 alianckich myśliwców bombardujących zaatakowało punkty umocnione i artylerię wroga na pasie ziemi o szerokości 270 m zlokalizowanym w obszarze Saint-Lô. Przez następną godzinę 1800 ciężkich bombowców 8 Armii Lotniczej zbombardowało obszar o wymiarach 5,5 km × 2 km na drodze Saint-Lô – Periers, po którym nadleciała trzecia i ostatnia średnich bombowców. Około 3000 amerykańskich samolotów dokonało bombardowania dywanowego wąskiej część frontu, a Dywizja Pancerna Lehr (gen. por. Fritz Bayerlein) przyjęła na siebie główny ciężar ataku. Jednak po raz kolejny część bomb spadła na własne pozycje; Bradley wyraźnie zażądał, aby bombowce zbliżyły się do celu od wschodu, od strony słońca i równolegle do drogi Saint-Lô – Periers, aby zminimalizować ryzyko przyjaznych strat, lecz zamiast tego większość maszyn nadleciała z północy, prostopadle do linii frontu. Bradley jednak najwyraźniej źle zrozumiał wyjaśnienia dowódców ciężkich bombowców, że równoległe podejście jest niemożliwe ze względu na ograniczenia czasowe i przestrzenne dla operacji narzucone przez niego samego. Pomimo wysiłków jednostek amerykańskich mających na celu określenie ich pozycji, w niedokładnym bombardowaniu 8 Armii Lotniczej zginęło 111 Amerykanów, a 490 zostało rannych. Wśród ofiar znalazł się przyjaciel Bradleya z West Point, gen. por. Lesley McNair – najwyższy rangą żołnierz amerykański, który zginął na europejskim teatrze działań wojennych.
O 11:00 piechota zaczęła posuwać się naprzód, przeskakując od krateru do krateru przez niemieckie linie obronne. Chociaż nie przewidywano napotkania żadnego poważnego oporu po bombardowaniu, resztki Dywizji Pancernej Lehr – składające się z około 2200 ludzi i 45 pojazdów opancerzonych – przegrupowały się i były przygotowane na spotkanie nacierających wojsk amerykańskich, a na zachód od niej niemiecka 5 Dywizja Strzelców Spadochronowych przetrwała bombardowanie prawie nienaruszona. VII Korpus Collinsa został zaskoczony silnym ogniem artylerii wroga, który, jak oczekiwano, miał zostać stłumiony przez bombardowania. Kilka jednostek amerykańskich zostało uwikłanych w walki z punktami umocnionymi utrzymywanymi przez kilka niemieckich czołgów wspierających piechotę i działa kal. 88 mm – w efekcie VII Korpus zyskał zaledwie 2000 m terenu do końca dnia. Choć wymierne rezultaty pierwszego dnia ofensywy były rozczarowujące, gen. Collins znalazł powód do zadowolenia; chociaż Niemcy zaciekle utrzymywali swoje pozycje, wydawało się, że nie tworzą one ciągłej linii i były podatne na oskrzydlenie lub łatwe do ominięcia. Nawet po wcześniejszym falstarcie amerykańskiej ofensywy działania brytyjskie i kanadyjskie wokół Caen przekonały Niemców, że to tam leży prawdziwe zagrożenie i ograniczyły dostępne siły do tego stopnia, że nie udało im się stworzyć szeregu starannie przygotowanych, głębokich pozycji obronnych, takich jakie napotkano podczas operacji Goodwood i Atalntic, które mogłyby stawić czoła operacji Cobra.

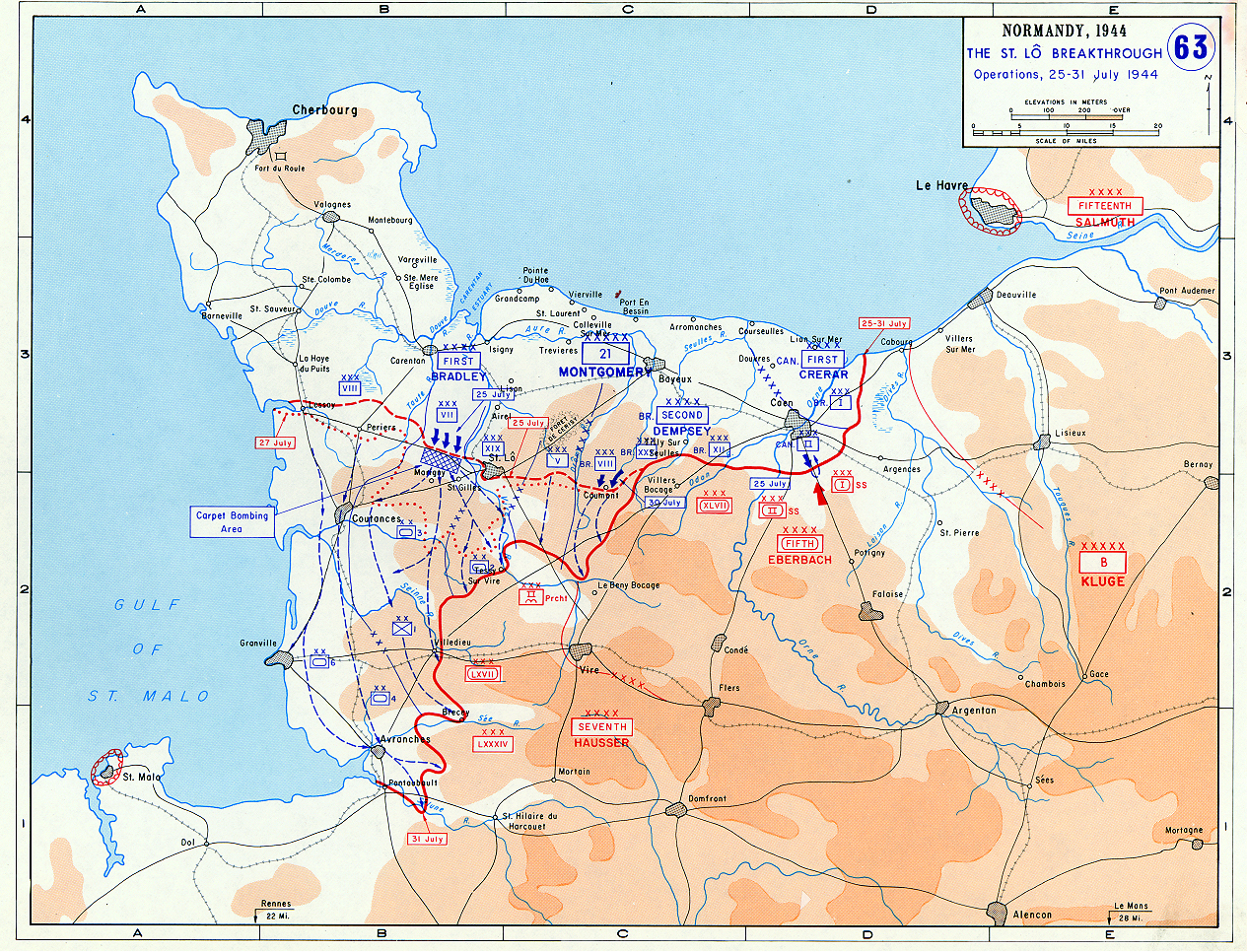
Przełom pod Saint-Lô, 25–31 lipca

Rankiem 26 lipca 2 Dywizja Pancerna i 1 Dywizja Piechoty dołączyły do ataku zgodnie z planem, osiągając jeden z pierwszych celów operacji Cobra – skrzyżowanie dróg na północ od Le Mesnil-Herman – następnego dnia. Również 26 lipca do bitwy wkroczył VIII Korpus (gen. mjr Troy Middleton), prowadzony przez 8. i 90 Dywizję Piechoty. Pomimo wyraźnie wytyczonych ścieżek natarcia przez tereny zalane powodziami i bagna na całym froncie, obie dywizje początkowo rozczarowały 1 Armię, nie zdobywając znaczącego terenu, ale po wschodzie słońca następnego ranka okazało się, że Niemcy zostali zmuszeni do odwrotu przez swoją rozpadającą się lewą flankę, pozostawiając jedynie ogromne pola minowe, aby opóźnić natarcie VIII Korpusu. Do południa 27 lipca 9 Dywizja Piechoty również nie napotykała już jakiegokolwiek zorganizowanego oporu i szybko posuwała się naprzód.

### Przełamanie i natarcie 28–30 lipca
Do 28 lipca niemiecka obrona na całym froncie amerykańskim w dużej mierze rozpadła się pod ciężarem natarcia VII i VIII Korpusu, a opór był zdezorganizowany i niejednolity. 4 Dywizja Pancerna (VIII Korpus) – wchodząc do walki po raz pierwszy – zajęła Coutances, ale napotkała zdecydowany opór na wschód od miasta, a jednostki amerykańskie wnikające w głąb pozycji niemieckich zostały kontratakowane przez elementy 2 Dywizji Pancernej SS „Das Reich”, 17 Dywizji Grenadierów Pancernych SS „Götz von Berlichingen” i 353 Dywizji Piechoty, próbujących uciec z pułapki. Wokół Roncey amerykańskie myśliwce bombardujące P-47 Thunderbolt z 405 Grupy Myśliwskiej zniszczyły niemiecką kolumnę składającą się ze 122 czołgów, 259 innych pojazdów i 11 dział. Atak brytyjskich myśliwców bombardujących Hawker Typhoon w pobliżu La Baleine zniszczył dziewięć czołgów, osiem pojazdów opancerzonych i 20 innych pojazdów. Resztki oddziałów nieprzyjaciela przeprowadziły kontratak na amerykańską 2 Dywizję Pancerną, ale zakończył się on katastrofą, po której Niemcy porzucili swoje pojazdy i uciekli pieszo. Dwie kolumny 2 Dywizji Pancernej SS zostały zniszczone przez amerykańską 2 Dywizję Pancerną. Kolumna wokół La Chapelle-en-Juger została ostrzelana z bliskiej odległości przez artylerię 2 Dywizji Pancernej. W ciągu dwóch godzin artyleria amerykańska wystrzeliła w kolumnę ponad 700 pocisków. Niemcy stracili 50 zabitych, 60 rannych i 197 wziętych do niewoli. Straty sprzętowe to ponad 260 niemieckich wozów bojowych. Za miastem zginęło kolejnych 1150 żołnierzy niemieckich, Niemcy stracili też 96 bojowych wozów opancerzonych i ciężarówek. Amerykańska 2 Dywizja Pancerna w sumie zniszczyła podczas operacji Cobra 64 niemieckie czołgi i 538 innych pojazdów bojowych, sama tracąc przy tym 49 czołgów. 2 Dywizja Pancerna zadała Niemcom również ponad 7370 strat w ludziach, sama tracąc 914 żołnierzy. Na początku operacji Cobra niemiecka Dywizja Pancerna Lehr miała tylko 2200 żołnierzy zdolnych do walki, 12 Panzer IV i 16 Panter w pełni sprawnych oraz 30 czołgów w różnym stanie technicznym na tyłach. Jednostka znajdowała się w obszarze najsilniejszych alianckich bombardowań, na które składało się 1500 bombowców. Podczas tego bombardowania dywizja poniosła około 1000 ofiar. Bayerlein doniósł, że jego Dywizja Pancerna Lehr, która została już wcześniej rozbita w czerwcowych walkach z Brytyjczykami, zanim ruszyła na front amerykański i poniosła dalsze straty wokół Saint-Lô na początku lipca, została „ostatecznie unicestwiona”.

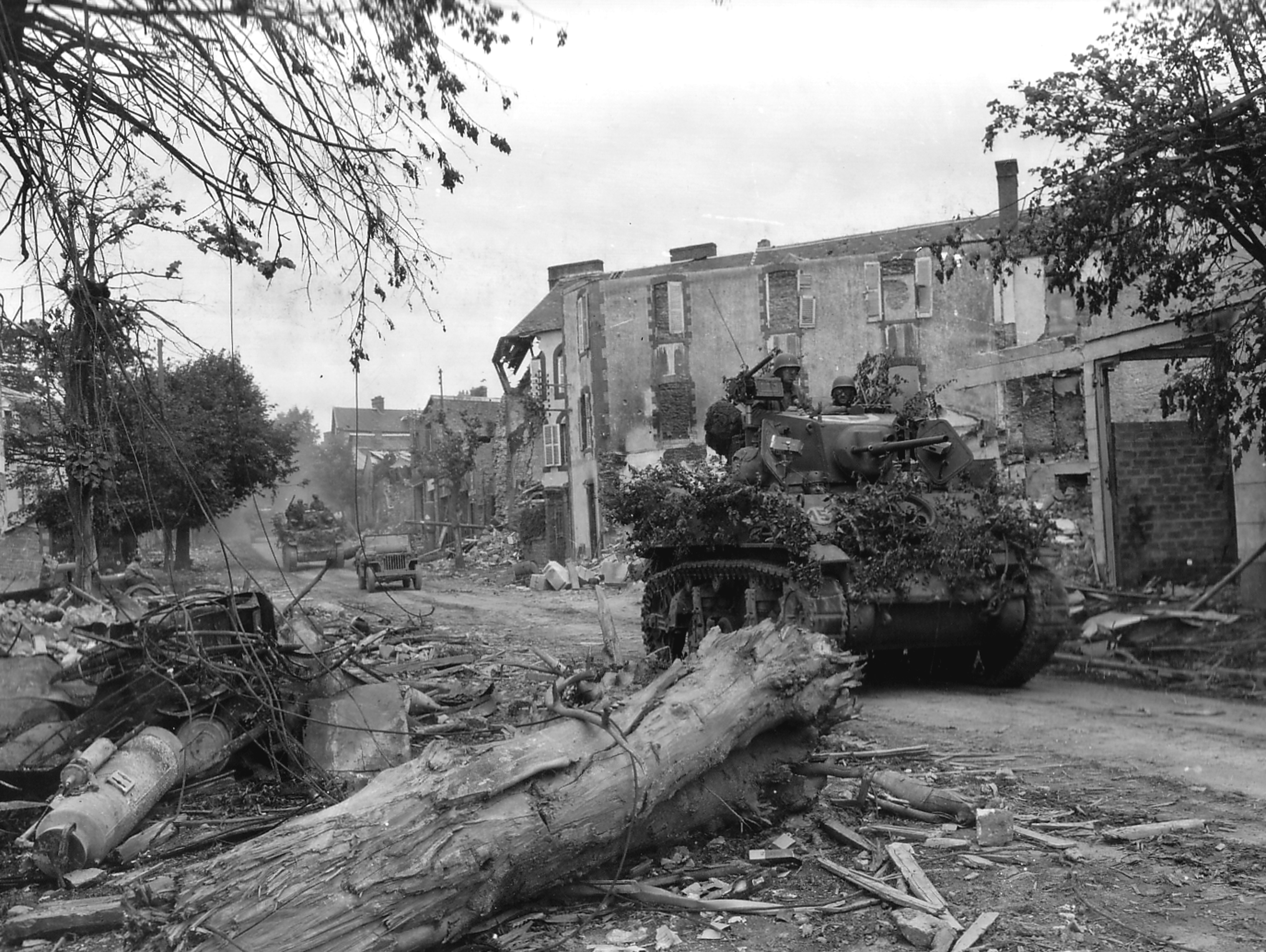
Amerykański czołg lekki M5A1 Stuart z 4 Dywizji Pancernej (VIII Korpus) w Coutances

Feldmarszałek Günther von Kluge, dowódca sił niemieckich na froncie zachodnim, gorączkowo zbierał posiłki, by przeciwdziałać amerykańskiemu przełamaniu, a na pole bitwy zbliżały się elementy 2 Dywizji Pancernej i 116 Dywizji Pancernej. Amerykański XIX Korpus (gen. mjr Charles H. Corlett) wszedł do bitwy 28 lipca po lewej stronie VII Korpusu i między 28 a 31 lipca wraz z tymi posiłkami wdał się w najzacieklejsze walki od początku operacji. W nocy z 29 na 30 lipca w pobliżu Saint-Denis-le-Gast, na wschód od Coutances, elementy 2 Dywizji Pancernej walczyły o życie z niemiecką kolumną z 2 Dywizji Pancernej SS i 17 Dywizji Grenadierów Pancernych SS, która przeszła przez linie amerykańskie pod osłoną nocy. Inne elementy 2 Dywizji Pancernej zostały zaatakowane w pobliżu Cambry i walczyły przez sześć godzin; Bradley i jego dowódcy wiedzieli, że dominują na polu bitwy i takie desperackie ataki nie stanowią zagrożenia dla amerykańskich pozycji. Płk Heinz Günther Guderian, starszy oficer sztabowy 116 Dywizji Pancernej, otrzymał rozkaz skoncentrowania swojej dywizji i był sfrustrowany wysokim poziomem aktywności myśliwsko-bombowej aliantów. Bez otrzymania bezpośredniego wsparcia od 2 Dywizji Pancernej zgodnie z obietnicą, Guderian stwierdził, że jego grenadierzy pancerni nie zdołają przeprowadzić kontrataku przeciwko Amerykanom. Posuwając się na południe wzdłuż wybrzeża, później tego samego dnia VIII Korpus zajął miasto Avranches – opisane przez historyka Andrew Williamsa jako „brama do Bretanii i południowej Normandii” – a do 31 lipca XIX Korpus odrzucił ostatnie niemieckie kontrataki po zaciętych walkach, zadając wrogowi ciężkie straty w ludziach i czołgach. Natarcie Amerykanów było teraz nieubłagane i 1 Armia w końcu wyrwała się z krainy bocage.

### Operacja Bluecoat, 30 lipca – 7 sierpnia
30 lipca, aby chronić flankę operacji Cobra i zapobiec wycofaniu się lub przemieszczeniu dalszych sił niemieckich, VIII Korpus i XXX Korpus brytyjskiej 2 Armii rozpoczęły operację Bluecoat na południe od Caumont w kierunku Vire i Mont Pinçon. Operacja Bluecoat utrzymywała niemieckie jednostki pancerne w  brytyjskim sektorze frontu i kontynuowała osłabianie siły niemieckich formacji pancernych na tym obszarze. Przełom w środkowej części frontu zaskoczył Niemców i odwrócił ich uwagę od alianckich ataków na obu krańcach przyczółka w Normandii. Do czasu przełamania wojsk amerykańskich pod Avranches siły rezerwowe pozostawione do operacji Lüttich, które zostały pokonane do 12 sierpnia, zostały zupełnie wyczerpane, pozostawiając niemiecką 7 Armię bez innego wyjścia, jak tylko szybkie wycofanie się na wschód od rzeki Orne, tocząc walki opóźniające tylnej straży pozostałych jednostek pancernych i zmotoryzowanych, aby dać czas ocalałej piechocie na dotarcie do Sekwany. Po pierwszym etapie odwrotu za Orne manewr załamał się z powodu braku paliwa, ataków powietrznych aliantów i ciągłego nacisku armii alianckich, co zakończyło się okrążeniem sił niemieckich w kotle Falaise.

## Następstwa

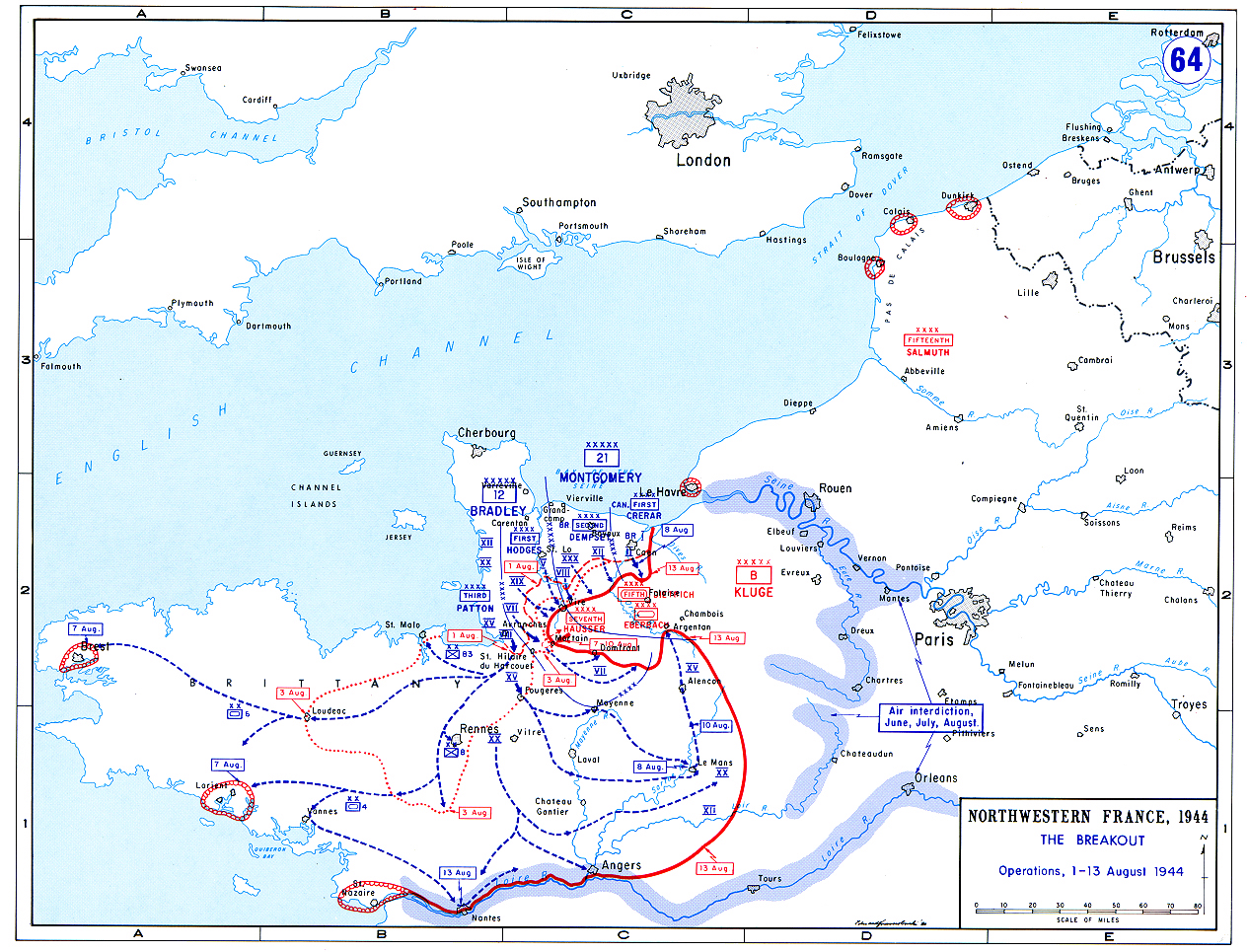
Mapa pokazująca przełamanie i wyjście aliantów z przyczółka w Normandii

1 sierpnia w południe do walki weszła 3 Armia pod dowództwem gen. por. George'a S. Pattona. Gen. por. Courtney Hodges objął dowództwo 1 Armii, a Bradley został awansowany na stanowisko ogólnego dowódcy obu armii, połączonych teraz w 12 Grupę Armii.
Postęp wojsk amerykańskich po operacji Cobra był niezwykle szybki. Pomiędzy 1 a 4 sierpnia siedem dywizji 3 Armii przeszło przez Avranches i most w Pontaubault do Bretanii. Westheer (armia niemiecka na zachodzie) została zredukowana przez ofensywy aliantów do takiego stanu, że bez perspektywy wzmocnienia po druzgocącej operacji Bagration, sowieckiej letniej ofensywie przeciwko Grupie Armii „Środek”, bardzo niewielu Niemców wierzyło, że mogą teraz uniknąć porażki. Zamiast nakazać swoim pozostałym siłom wycofanie się nad Sekwanę, Adolf Hitler wysłał von Klugemu dyrektywę, żądając „natychmiastowego kontrataku między Mortain a Avranches” pod kryptonimem Lüttich w celu „unicestwienia” wroga i nawiązania kontaktu z zachodnim wybrzeżem półwyspu Cotentin. W ataku miało zostać użytych osiem z dziewięciu dywizji pancernych w Normandii, ale tylko cztery (jedna z nich niekompletna) mogły zostać zwolnione z zadań obronnych i dyslokowane na czas. Niemieccy dowódcy natychmiast zaprotestowali, twierdząc, że taka operacja jest niemożliwa do przeprowadzenia ze względu na pozostałe środki, jednak sprzeciw ten został odrzucony przez führera i 7 sierpnia rozpoczęła się kontrofensywa pod Mortain. 2., 1. SS i 2 Dywizja Pancerna SS poprowadziły atak, chociaż dysponowały tylko 75 Panzer IV, 70 Pantherami i 32 działami samobieżnymi. Beznadziejna operacja zakończyła się w ciągu 24 godzin, choć walki w tym rejonie trwały do 13 sierpnia.
Do 8 sierpnia miasto Le Mans – dawna kwatera główna niemieckiej 7 Armii – wpadło w ręce Amerykanów. Kiedy kilka pozostałych zdolnych do walki formacji von Klugego zostało zniszczonych przez 1 Armię, dowódcy alianccy zdali sobie sprawę, że cała niemiecka pozycja w Normandii się załamuje. Bradley oświadczył:

To szansa, która trafia się dowódcom nie częściej niż raz na sto lat. Zaraz zniszczymy całą wrogą armię i udamy się stąd aż do granicy z Niemcami

14 sierpnia, w związku z przemieszczaniem się wojsk amerykańskich na północ do Chambois, siły kanadyjskie i polskie rozpoczęły operację Tractable; zamiarem aliantów było okrążenie i zniszczenie niemieckiej 7 Armii i 5 Armii Pancernej w pobliżu miasta Falaise. Pięć dni później oba ramiona okrążenia prawie się zetknęły; nacierająca amerykańska 90 Dywizja Piechoty nawiązała kontakt z polską 1 Dywizją Pancerną i pierwsze jednostki alianckie przekroczyły Sekwanę w Mantes Gassicourt, podczas gdy jednostki niemieckie uciekały na wschód wszelkimi dostępnymi środkami. Do 22 sierpnia kocioł Falaise – w którym Niemcy desperacko walczyli, aby utrzymać go otwartym i umożliwić ucieczkę uwięzionym siłom – został ostatecznie zamknięty, kończąc bitwę o Normandię zdecydowanym zwycięstwem aliantów. W tym momencie wszystkie siły niemieckie na zachód od linii aliantów były pokonane i choć prawdopodobnie 100 000 żołnierzy niemieckich uciekło z kotła, to pozostawili za sobą 40 000 – 50 000 jeńców i ponad 10 000 zabitych. W północnym sektorze kotła znaleziono porzucone lub zniszczone ogółem 344 czołgi i działa samobieżne, 2447 innych pojazdów i 252 działa. Alianci byli teraz w stanie swobodnie posuwać się przez niebronione terytorium i do 25 sierpnia wszystkie cztery armie alianckie (1. kanadyjska, 2. brytyjska, 1. amerykańska i 3. amerykańska) zaangażowane w kampanię normandzką znajdowały się nad Sekwaną.